# Gully (film)
Gully är en amerikansk kriminaldramafilm från 2019, regisserad av Nabil Elderkin, efter manus av Marcus J. Guillory. Hudvudrollerna i filmen innehas av Kelvin Harrison Jr., Charlie Plummer, Jacob Latimore, Jonathan Majors, John Corbett, Amber Heard, och Terrence Howard.
Gully hade världspremiär på Tribeca Film Festival den 27 april 2019 och släpptes internationellt den 4 juni 2021 av Paramount Pictures.

## Beskrivning

### Filmens namn
Filmens namn kommer från det indiska ordet 'gully', som syftar på depressioner orsakade av erosion. På engelska och tyska används ordet 'gully' även för vattenkanaler som används för gatuavrinning.

### Regissör
Filmen är regisserad av Nabil Elderkin. Det var långfilmsdebut för regissören, som har jobbat nästan uteslutande med musikvideor tidigare. Elderkin läste Marcus J. Guillorys manus sedan producenten Alex Georgiou hade uppmärksammat honom på det. Projektet utvecklades ytterligare 2016 på Sundance Screenwriters Lab, där John August gav dem råd.

### Huvudroller
Huvudrollerna för de tonåriga huvudpersonerna Calvin, Nicky och Jessie spelades av Jacob Latimore, Charlie Plummer och Kelvin Harrison. Amber Heard spelar Joyce. Andra roller har John Corbett som Mr Charlie, Terrence Howard som Mr Christmas och Jonathan Majors som Greg. Det finns också ett cameoframträdande av Travis Scott.
Inspelningen började i mars 2018 och ägde rum i Los Angeles. Adriano Goldman fungerade som kameraman.

### Recensioner
Lynnette Nicholas från Black Girl Nerds skriver att Nabil Elderkins Gully är tuff, ärlig och visuellt oförglömlig. Även om två av pojkarna med i filmen är svarta och en är vit, är deras likheter långt större än deras skillnader. Alla tre var traumatiserade av sin familj och av ekonomiska svårigheter och bildade ett oskiljaktigt gäng. Deras band stärks inte av deras etnicitet eller personligheter, utan av deras smärta och deras intuitiva förståelse av de påfrestningar som de alla har utsatts för. Gully lyfter fram att bakom varje person som anses vara kriminell eller utomstående finns en historia. Jacob Latimore i rollen som Calvin är den perfekta personifieringen av ett begåvat barn som plågas av sina demoner. Charlie Plummer är också trovärdig i rollen som Nicky, fyller sin roll med lätthet, och hans personkemi med Latimore och Kelvin Harrison märks. Det som gör karaktären Jesse, spelad av den sistnämnde, är att hans tystnad är så speciell och komplex. Hans tysta och milda uppträdande är engagerande och bidrar väsentligt till historien som berättas i filmen. Svarta skådespelare skildrade ofta sin smärta som högljudda, aggressiva karaktärer, vilket gjorde Harrisons skildring av Jesse ännu mer fascinerande.

## Utmärkelser
Nominering i US Narrative Competition (Nabil Elderkin)